# Осада Хотина (1788)
Осада Хотина — эпизод русско-турецкой войны 1787—1791 годов и австро-турецкой войны 1787—1791 годов.
В мае 1788 года австрийский корпус принца Кобургского, разбив турок при Батушане, Рогатине и Бойана-Лоси, подошёл к Хотину и приступил к осаде крепости.
10 июля 1788 года 2-я русская армия фельдмаршала Румянцева перешла Днестр возле Хотина, Могилёва и Кислицы. Корпус Салтыкова был оставлен под Хотином, а главные силы двинулись через Бельцы к Яссам. Вокруг города были заложены 3 австрийские и 2 русские артиллерийские батареи. Сильный огонь русской артиллерии несколько раз поджигал город, в ночь на 13 июля огонь русской артиллерии уничтожил турецкий арсенал и хлебные склады.
Австрийский командующий предложил туркам капитуляцию, но те тянули время надеясь на деблокаду извне. 28 июля гарнизон предпринял вылазку против русской батареи, но нападение было отбито егерями Белорусского корпуса, 31 июля турки снова сделали вылазку против русской батареи и снова были отбиты Петербургскими гренадерами.
Турецкие войска сделали попытку прорваться через Яссы для деблокады Хотина, но были отбиты. После этого они в августе 1788 года сосредоточились в районе Рябой Могилы. Румянцев принял решение манёвром заставить турецкие войска принять бой, однако турки, не приняв боя, отошли к Фокшанам. Отход деблокирующих турецких войск на юг привёл к капитуляции крепости Хотин в сентябре 1788 года. 18 сентября 1788 года город был занят русскими и австрийскими войсками.